# Lamborghini Revuelto

Logo

La Lamborghini Revuelto (chiamata con il codice progettuale LB744) è un'autovettura ibrida prodotta dalla casa automobilistica italiana Lamborghini a partire dal 2023.

## Profilo
Presentata in anteprima il 29 marzo 2023 attraverso la diffusione on line dei dati tecnici e delle immagini come erede della Lamborghini Aventador, il nome Revuelto fa riferimento, come da consuetudine del costruttore bolognese, al nome di un toro da corrida esistito in Spagna nel 1880. La vettura è la prima del marchio ad adottare un sistema propulsivo ibrido plug in.
La Revuelto ha una monoscocca realizzata interamente in fibra di carbonio, che la rende più leggera del 10% rispetto al telaio della Aventador. La rigidità torsionale è stata migliorata del 25% e il telaietto anteriore è più leggero del 20%, grazie all'utilizzo di CFRP per la costruzione, mentre la parte posteriore del telaio è costituita da leghe di alluminio ad alta resistenza. La carrozzeria, che mantiene impostazione da berlinetta a due porte ad apertura a forbice, viene realizzata anch'essa in fibra di carbonio, mentre le porte sono in alluminio e paraurti in materiale termoplastico.
Il modello è dotato di un nuovo motore V12 da 6,5 litri da 825 CV accoppiato a tre motori elettrici da 190 CV totali e alimentati da una batteria da 3,8 kWh, che producono insieme una potenza combinata di 1015 CV (746 kW).
Il cambio robotizzato a doppia frizione a otto marce, sviluppato internamente dalla Lamborghini e posizionato trasversalmente rispetto al motore termico, integra al suo interno uno dei motori elettrici. Gli altri due sono posti sull'asse anteriore.
Lo 0 a 100 km/h viene coperto in 2,5 secondi, mentre lo 0 a 200 all’ora in meno di 7 secondi, con la velocità massima di oltre 350 km/h.

## Scheda tecnica
| Caratteristiche tecniche - Lamborghini Revuelto         | Caratteristiche tecniche - Lamborghini Revuelto                                                                      | Caratteristiche tecniche - Lamborghini Revuelto                                                                      | Caratteristiche tecniche - Lamborghini Revuelto                                                                      | Caratteristiche tecniche - Lamborghini Revuelto                                                                      | Caratteristiche tecniche - Lamborghini Revuelto                                                                      |
| ------------------------------------------------------- | --- | --- | --- | --- | --- |
|                                                         | | | | | |
| Configurazione                                          | | | | | |
| Carrozzeria: Berlinetta                                 | Carrozzeria: Berlinetta                                                                                              | Posizione motore: posteriore longitudinale                                                                           | Posizione motore: posteriore longitudinale                                                                           | Trazione: integrale                                                                                                  | Trazione: integrale                                                                                                  |
| Dimensioni e pesi                                       | | | | | |
| Ingombri (lungh.×largh.×alt. in mm): 4947 × 2033 × 1120 | Ingombri (lungh.×largh.×alt. in mm): 4947 × 2033 × 1120                                                              | Ingombri (lungh.×largh.×alt. in mm): 4947 × 2033 × 1120                                                              | Ingombri (lungh.×largh.×alt. in mm): 4947 × 2033 × 1120                                                              | Diametro minimo sterzata:                                                                                            | Diametro minimo sterzata:                                                                                            |
| Interasse:                                              | Interasse: | Carreggiate: anteriore 1720 - posteriore 1701 mm                                                                     | Carreggiate: anteriore 1720 - posteriore 1701 mm                                                                     | Altezza minima da terra:                                                                                             | Altezza minima da terra:                                                                                             |
| Posti totali: 2                                         | Posti totali: 2 | Bagagliaio: | Bagagliaio: | Serbatoio: | Serbatoio: |
| Masse                                                   | a vuoto: 1772 kg | a vuoto: 1772 kg | a vuoto: 1772 kg | a vuoto: 1772 kg | a vuoto: 1772 kg |
| Meccanica                                               | | | | | |
| Tipo motore: motore V12, 60°, MPI                       | Tipo motore: motore V12, 60°, MPI                                                                                    | Tipo motore: motore V12, 60°, MPI                                                                                    | Cilindrata: 6498 cm³                                                                                                 | Cilindrata: 6498 cm³                                                                                                 | Cilindrata: 6498 cm³                                                                                                 |
| Distribuzione: bialbero a 48 valvole                    | Distribuzione: bialbero a 48 valvole                                                                                 | Distribuzione: bialbero a 48 valvole                                                                                 | Alimentazione: Ciclo Otto                                                                                            | Alimentazione: Ciclo Otto                                                                                            | Alimentazione: Ciclo Otto                                                                                            |
| Prestazioni motore                                      | Potenza: 1015 CV (825 CV dal motore termico) / Coppia: 725 Nm                                                        | Potenza: 1015 CV (825 CV dal motore termico) / Coppia: 725 Nm                                                        | Potenza: 1015 CV (825 CV dal motore termico) / Coppia: 725 Nm                                                        | Potenza: 1015 CV (825 CV dal motore termico) / Coppia: 725 Nm                                                        | Potenza: 1015 CV (825 CV dal motore termico) / Coppia: 725 Nm                                                        |
| Frizione: doppia frizione comando elettroidraulico      | Frizione: doppia frizione comando elettroidraulico                                                                   | Frizione: doppia frizione comando elettroidraulico                                                                   | Cambio: automatico sequenziale a 8 rapporti                                                                          | Cambio: automatico sequenziale a 8 rapporti                                                                          | Cambio: automatico sequenziale a 8 rapporti                                                                          |
| Telaio                                                  | | | | | |
| Corpo vettura                                           | monoscocca in fibra di carbonio                                                                                      | monoscocca in fibra di carbonio                                                                                      | monoscocca in fibra di carbonio                                                                                      | monoscocca in fibra di carbonio                                                                                      | monoscocca in fibra di carbonio                                                                                      |
| Sterzo                                                  | Servotronic | Servotronic | Servotronic | Servotronic | Servotronic |
| Sospensioni                                             | anteriori: Ammortizzatori push-rod orizzontali, Monotube / posteriori: Ammortizzatori push-rod orizzontali, Monotube | anteriori: Ammortizzatori push-rod orizzontali, Monotube / posteriori: Ammortizzatori push-rod orizzontali, Monotube | anteriori: Ammortizzatori push-rod orizzontali, Monotube / posteriori: Ammortizzatori push-rod orizzontali, Monotube | anteriori: Ammortizzatori push-rod orizzontali, Monotube / posteriori: Ammortizzatori push-rod orizzontali, Monotube | anteriori: Ammortizzatori push-rod orizzontali, Monotube / posteriori: Ammortizzatori push-rod orizzontali, Monotube |
| Freni                                                   | anteriori: in carboceramica / posteriori: in carboceramica                                                           | anteriori: in carboceramica / posteriori: in carboceramica                                                           | anteriori: in carboceramica / posteriori: in carboceramica                                                           | anteriori: in carboceramica / posteriori: in carboceramica                                                           | anteriori: in carboceramica / posteriori: in carboceramica                                                           |
| Prestazioni dichiarate                                  | | | | | |
| Velocità: 380 km/h                                      | Velocità: 380 km/h                                                                                                   | Velocità: 380 km/h                                                                                                   | Accelerazione: 0-100 km/h in 2,5 secondi                                                                             | Accelerazione: 0-100 km/h in 2,5 secondi                                                                             | Accelerazione: 0-100 km/h in 2,5 secondi                                                                             |
| Omologazione: Euro 6d                                   | Omologazione: Euro 6d                                                                                                | Omologazione: Euro 6d                                                                                                | Emissioni CO2: | Emissioni CO2: | Emissioni CO2: |
| Altro                                                   | | | | | |
| Diametro sterzata                                       | | | | | |
| distribuzione pesi                                      | anteriore 44%/posteriore 56%                                                                                         | anteriore 44%/posteriore 56%                                                                                         | anteriore 44%/posteriore 56%                                                                                         | anteriore 44%/posteriore 56%                                                                                         | anteriore 44%/posteriore 56%                                                                                         |